# Comtat de Darnius
El comtat de Darnius és un títol nobiliari concedit el 1692 al mestre de camp Miquel Joan de Taverner-Montornès i d'Ardena (mort el 1708), comte de les Illes (Vallespir) i cavaller de l'orde de Sant Joan. En fou segon titular el seu germà Oleguer de Taverner-Montornès i d'Ardena. L'any 1834, el títol passà als Fiveller, ducs d'Almenara Alta, i el 1896, als Martorell, marquesos d'Albranca.
La seva denominació fa referència a la localitat de Darnius (Alt Empordà).